# Ях'я Фофана
Ях'я Фофана (фр. Yahia Fofana, нар. 21 серпня 2000, Париж) — французький та івуарійський футболіст, воротар клубу «Анже» і національної збірної Кот-д'Івуару.

## Клубна кар'єра
Народився 21 серпня 2000 року в Парижі. Вихованець юнацьких команд футбольних клубів «Есперанс Парі», «Ред Стар» та «Гавр».
У дорослому футболі дебютував 2017 року виступами за головну команду останнього, в якій провів п'ять сезонів, взявши участь у 38 матчах Ліги 2. 
До складу клубу «Анже» приєднався влітку 2022 року, ставши освновним голкіпером цього вищолігового клубу.

## Виступи за збірні
2016 року дебютував у складі юнацької збірної Франції (U-16), загалом на юнацькому рівні взяв участь у 15 іграх, пропустивши 15 голів.
2022 року залучався до складу молодіжної збірної Франції. На молодіжному рівні зіграв в одному офіційному матчі, пропустив 2 голи.
Восени 2023 року дебютував в офіційних матчах у складі національної збірної Кот-д'Івуару.
| Дата       | Місто        | Господарі   | Результат | Гості               | Турнір                                  | Голи | Примітки |
| ---------- | ------------ | ----------- | --------- | ------------------- | --------------------------------------- | ---- | -------- |
| 9-9-2023   | Абіджан      | Кот-д'Івуар | 1 – 0     | Лесото              | Відбір до Кубка африканських націй 2023 | -    |          |
| 14-10-2023 | Абіджан      | Кот-д'Івуар | 1 – 1     | Марокко             | товариський матч                        | -1   |          |
| 17-10-2023 | Абіджан      | Кот-д'Івуар | 1 – 1     | ПАР                 | товариський матч                        | -1   |          |
| 17-11-2023 | Абіджан      | Кот-д'Івуар | 9 – 0     | Сейшельські Острови | Відбір до ЧС 2026                       | -    |          |
| 20-11-2023 | Дар-ес-Салам | Гамбія      | 0 – 2     | Кот-д'Івуар         | Відбір до ЧС 2026                       | -    |          |
| 6-1-2024   | Сан-Педро    | Кот-д'Івуар | 5 – 1     | Сьєрра-Леоне        | товариський матч                        | -1   | 46'      |
| Усього     |              | Матчів      | 6         |                     | Голів                                   | -3   |          |

## Титули і досягнення
- Переможець Кубка африканських націй: 2024